# Tomás de Torquemada
Tomás de Torquemada O.P. (Valladolid (Castilië en León, Spanje), 1420 - Ávila, 16 september 1498) was een monnik in de orde van de Dominicanen en berucht inquisiteur. In 1481 benoemden koning Ferdinand II van Aragon en zijn vrouw Isabella I van Castilië Torquemada tot grootinquisiteur. De kardinaal en ecclesiologisch schrijver Juan de Torquemada was de oom van Tomás de Torquemada.

## Inquisitie
Torquemada was de biechtvader van Isabella I, en had daarom veel macht in Spanje. Isabella beloofde Torquemada als kind dat ze, als ze eenmaal oud genoeg was, Torquemada mee zou helpen om ketters uit te roeien. Torquemada was ervan overtuigd dat de grote chaos waarin Spanje in de 15e eeuw verkeerde het gevolg was van te nauwe contacten tussen christenen en ketters, zoals Joden en Moren. Toen Isabella eenmaal koningin werd, zorgde ze er eerst in 1478 voor dat de Spaanse Inquisitie weer een nieuw leven kreeg, en vijf jaar daarna benoemde ze Torquemada tot grootinquisiteur. Torquemada vervulde deze functie 15 jaar lang. Op zijn aandringen vaardigde koningin Isabella op 31 maart 1492 in Spanje een Akte van Verdrijving uit. Deze akte bepaalde dat alle Joden die zich niet tot het christendom bekeerden, binnen drie maanden het land moesten verlaten. Ruim 160.000 Joodse families ontvluchtten daarop het land. Omdat zij in die tijd erg belangrijk waren voor de economie van het land, wordt deze actie ook wel gezien als een van de oorzaken van het verval van Spanje als wereldmacht.
Na aanhoudende geruchten dat Tomás de Torquemada Jood was of Joodse voorouders had, bleek in 2020 uit een onderzoek dat dit niet het geval was.

## Na zijn dood
- In 1869 schreef de Franse dichter Victor Hugo het versdrama Torquemada, dat gaat over religieus fanatisme.
- In 1957 verscheen het boek Duisternis bedekt de aarde van de schrijver Jerzy Andrzejewski. In het boek heeft de inquisitie van Torquemada een centrale rol.[3]
- In 1988 kwam Torquemada uit, een historisch drama dat ging over een jonge monnik die zich tegen de inquisitie van Torquemada (vertolkt door Francisco Rabal) keert en secretaris bij hem wordt.
- Een "Torquemada" wordt heden ten dage in de Nederlandse taal gebruikt om een strenge inquisiteur of (moderne) ketterjager mee aan te duiden.
- Mel Brooks speelt Torquemada in zijn film History of the World, Part I (1981) in een musicalnummer met dansende monniken en nonnen.
- Lance Henriksen speelt Torquemada in een nieuwere horrorversie van The Pit and the Pendulum (1991)
- In de film Assassin's Creed (2016) speelt Javier Gutiérrez Álvarez de rol van Torquemada.